# Craigslist
A Craigslist é uma rede de comunidades online centralizadas que disponibiliza anúncios gratuitos aos usuários. São anúncios de diversos tipos, desde ofertas de empregos até conteúdo erótico. O site da Craigslist também possui fórums sobre diversos assuntos.
O serviço foi fundado em 1995 por Craig Newmark, em São Francisco, na Califórnia, e se expandiu para outras nove cidades no ano 2000, mais quatro em 2001, mais quatro também em 2002 e mais quatorze em 2003. No mês de setembro de 2007, a Craigslist já se fazia presente em aproximadamente 450 cidades ao redor do planeta.